# MTV Video Music Award alla miglior regia
L'MTV Video Music Award alla miglior regia (MTV Video Music Award for Best Direction) è uno dei quattro riconoscimenti assegnati nell'ambito degli MTV Video Music Awards sin dalla prima cerimonia di premiazione, avvenuta nel 1984.

## Vincitori e candidati
I vincitori sono indicati in grassetto.

### Anni 1980
- 1984
  - Tim Newman - Sharp Dressed Man dei ZZ Top
  - Juliano Waldman - Numbers with Wings dei The Bongos
  - Martin Kahan - All of the Good Ones Are Taken di Ian Hunter
  - Tobe Hooper - Dancing with Myself di Billy Idol
  - Edd Griles - Time After Time di Cyndi Lauper
  - David Rathod - I Want a New Drug degli Huey Lewis and the News
  - Godley & Creme - Every Breath You Take dei The Police
  - Tim Newman - Gimme All Your Lovin' dei ZZ Top
- 1985
  - Jean-Baptiste Mondino - The Boys of Summer di Don Henley
  - Mary Lambert - Dancin' di Chris Isaak
  - Jeff Stein - Don't Come Around Here No More di Tom Petty and the Heartbreakers
  - Daniel Kleinman - Don't You (Forget About Me) dei Simple Minds
  - Steve Barron - Run to You di Bryan Adams
  - Steve Barron - Stranger in Town dei Toto
  - Russell Mulcahy - The Wild Boys dei Duran Duran
- 1986
  - a-ha - Take on Me (Regista: Steve Barron)
  - X - Burning House of Love (Regista: Daniel Kleinman)
  - Dire Straits - Money for Nothing (Regista: Steve Barron)
  - ZZ Top - Rough Boy (Regista: Steve Barron)
  - Pat Benatar - Sex as a Weapon (Regista: Daniel Kleinman)
- 1987
  - Peter Gabriel - Sledgehammer (Regista: Stephen R. Johnson)
  - Crowded House - Don't Dream It's Over (Regista: Alex Proyas)
  - Steve Winwood - Higher Love (Registi: Peter Kagan e Paula Greif)
  - Genesis - Land of Confusion (Registi: Jim Yukich e John Lloyd)
  - U2 - With or Without You (Regista: Meiert Avis)
- 1988
  - George Michael - Father Figure (Registi: Andy Morahan e George Michael)
  - XTC - Dear God (Regista: Nick Brandt)
  - Pink Floyd - Learning to Fly (Regista: Storm Thorgerson)
  - R.E.M. - The One I Love (Regista: Robert Longo)
  - Eurythmics - You Have Placed a Chill in My Heart (Regista: Sophie Muller)
- 1989
  - Madonna - Express Yourself (Regista: David Fincher)
  - Van Halen - Finish What Ya Started (Regista: Andy Morahan)
  - DJ Jazzy Jeff & the Fresh Prince - Parents Just Don't Understand (Regista: Scott Kalvert)
  - Jody Watley - Real Love (Regista: David Fincher)
  - Steve Winwood - Roll with It (Regista: David Fincher)

### Anni 1990
- 1990
  - Madonna - Vogue (Regista: David Fincher)
  - Don Henley - The End of the Innocence (Regista: David Fincher)
  - Aerosmith - Janie's Got a Gun (Regista: David Fincher)
  - Paula Abdul - Opposites Attract (Registi: Michael Patterson e Candace Reckinger)
- 1991
  - R.E.M. - Losing My Religion (Regista: Tarsem)
  - George Michael - Freedom! '90 (Regista: David Fincher)
  - Queensrÿche - Silent Lucidity (Regista: Matt Mahurin)
  - Chris Isaak - Wicked Game (Concept) (Regista: Herb Ritts)
- 1992
  - Van Halen - Right Now (Regista: Mark Fenske)
  - Sir Mix-a-Lot - Baby Got Back (Regista: Adam Bernstein)
  - Red Hot Chili Peppers - Give It Away (Regista: Stéphane Sednaoui)
  - En Vogue - My Lovin' (You're Never Gonna Get It) (Regista: Matthew Rolston)
- 1993
  - Pearl Jam - Jeremy (Regista: Mark Pellington)
  - En Vogue - Free Your Mind (Regista: Mark Romanek)
  - Los Lobos - Kiko and the Lavender Moon (Regista: Ondrej Rudavsky)
  - R.E.M. - Man on the Moon (Regista: Peter Care)
- 1994
  - R.E.M. - Everybody Hurts (Regista: Jake Scott)
  - Aerosmith - Amazing (Regista: Marty Callner)
  - Beastie Boys - Sabotage (Regista: Spike Jonze)
  - Deep Forest - Sweet Lullaby (Regista: Tarsem)
- 1995
  - Weezer - Buddy Holly (Regista: Spike Jonze)
  - Green Day - Basket Case (Regista: Mark Kohr)
  - Michael Jackson e Janet Jackson - Scream (Regista: Mark Romanek)
  - TLC - Waterfalls (Regista: F. Gary Gray)
- 1996
  - The Smashing Pumpkins - Tonight, Tonight (Registi: Jonathan Dayton e Valerie Faris)
  - Foo Fighters - Big Me (Regista: Jesse Peretz)
  - Alanis Morissette - Ironic (Regista: Stéphane Sednaoui)
  - Björk - It's Oh So Quiet (Regista: Spike Jonze)
- 1997
  - Beck - The New Pollution (Regista: Beck Hansen)
  - The Smashing Pumpkins - The End Is the Beginning Is the End (Registi: Joel Schumacher, Jonathan Dayton e Valerie Faris)
  - Nine Inch Nails - The Perfect Drug (Regista: Mark Romanek)
  - Missy Elliott - The Rain (Supa Dupa Fly) (Regista: Hype Williams)
  - Jamiroquai - Virtual Insanity (Regista: Jonathan Glazer)
- 1998
  - Madonna - Ray of Light (Regista: Jonas Åkerlund)
  - Wyclef Jean - Gone Till November (Regista: Francis Lawrence)
  - Radiohead - Karma Police (Regista: Jonathan Glazer)
  - Garbage - Push It (Regista: Andrea Giacobbe)
  - The Prodigy - Smack My Bitch Up (Regista: Jonas Åkerlund)
- 1999
  - Fatboy Slim - Praise You (Regista: Torrance Community Dance Group)
  - Korn - Freak on a Leash (Registi: Todd McFarlane, Graham Morris, Jonathan Dayton e Valerie Faris)
  - Eminem - My Name Is (Registi: Dr. Dre e Philip G. Atwell)
  - TLC - No Scrubs (Regista: Hype Williams)
  - Busta Rhymes (featuring Janet Jackson) - What's It Gonna Be ?! (Registi: Hype Williams e Busta Rhymes)

### Anni 2000
- 2000
  - Red Hot Chili Peppers - Californication (Registi: Jonathan Dayton e Valerie Faris)
  - Lauryn Hill - Everything Is Everything (Regista: Sanji)
  - Foo Fighters - Learn to Fly (Regista: Jesse Peretz)
  - Eminem - The Real Slim Shady (Registi: Dr. Dre e Philip G. Atwell)
  - D'Angelo - Untitled (How Does It Feel) (Registi: Paul Hunter e Dominique Trenier)
- 2001
  - Fatboy Slim - Weapon of Choice (Regista: Spike Jonze)
  - R.E.M. - Imitation of Life (Regista: Garth Jennings)
  - Linkin Park - Crawling (Regista: Fratelli Strause)
  - OutKast - Ms. Jackson (Regista: F. Gary Gray)
  - Eminem featuring Dido - Stan (Registi: Dr. Dre e Philip G. Atwell)
- 2002
  - Eminem - Without Me (Regista: Joseph Kahn)
  - P.O.D. - Alive (Regista: Francis Lawrence)
  - Red Hot Chili Peppers - By the Way (Registi: Jonathan Dayton e Valerie Faris)
  - Missy Elliott (featuring Ludacris e Trina) - One Minute Man (Regista: Dave Meyers)
  - Elton John - This Train Don't Stop There Anymore (Regista: David LaChapelle)
- 2003
  - Coldplay - The Scientist (Regista: Jamie Thraves)
  - Justin Timberlake - Cry Me a River (Regista: Francis Lawrence)
  - Sum 41 - The Hell Song (Regista: Marc Klasfeld)
  - Johnny Cash - Hurt (Regista: Mark Romanek)
  - Missy Elliott - Work It (Registi: Dave Meyers e Missy Elliott)
- 2004
  - Jay-Z - 99 Problems (Regista: Mark Romanek)
  - The White Stripes - The Hardest Button to Button (Regista: Michel Gondry)
  - OutKast - Hey Ya! (Regista: Bryan Barber)
  - No Doubt - It's My Life (Regista: David LaChapelle)
  - Steriogram - Walkie Talkie Man (Regista: Michel Gondry)
- 2005
  - Green Day - Boulevard of Broken Dreams (Regista: Samuel Bayer)
  - Missy Elliott (featuring Ciara e Fatman Scoop) - Lose Control (Registi: Dave Meyers e Missy Elliott)
  - Jennifer Lopez - Get Right (Registi: Francis Lawrence e Diane Martel)
  - U2 - Vertigo (Regista: Alex and Martin)
  - The White Stripes - Blue Orchid (Regista: Floria Sigismondi)
- 2006
  - Gnarls Barkley - Crazy (Regista: Robert Hales)
  - Red Hot Chili Peppers - Dani California (Regista: Tony Kaye)
  - AFI - Miss Murder (Regista: Marc Webb)
  - Common - Testify (Regista: Anthony Mandler)
  - 10 Years - Wasteland (Regista: Kevin Kerslake)
- 2007
  - Justin Timberlake - What Goes Around... Comes Around (Regista: Samuel Bayer)
  - Beyoncé e Shakira - Beautiful Liar (Regista: Jake Nava)
  - Christina Aguilera - Candyman (Registi: Matthew Rolston e Christina Aguilera)
  - Kanye West - Stronger (Regista: Hype Williams)
  - Rihanna (featuring Jay-Z) - Umbrella (Regista: Chris Applebaum)
  - Linkin Park - What I've Done (Regista: Joe Hahn)
- 2008
  - Erykah Badu - Honey (Registi: Erykah Badu e Chris Robinson)
  - Linkin Park - Shadow of the Day (Regista: Joe Hahn)
  - Panic! at the Disco - Nine in the Afternoon (Regista: Shane Drake)
  - Pussycat Dolls - When I Grow Up (Regista: Joseph Kahn)
  - Rihanna - Take a Bow (Regista: Anthony Mandler)
- 2009
  - Green Day - 21 Guns (Regista: Marc Webb)
  - Beyoncé - Single Ladies (Put a Ring on It) (Regista: Jake Nava)
  - Cobra Starship (featuring Leighton Meester) - Good Girls Go Bad (Regista: Kai Regan)
  - Lady Gaga - Paparazzi (Regista: Jonas Åkerlund)
  - Britney Spears - Circus (Regista: Francis Lawrence)

### Anni 2010
- 2010
  - Lady Gaga - Bad Romance (Regista: Francis Lawrence)
  - Thirty Seconds to Mars - Kings and Queens (Regista: Bartholomew Cubbins)
  - Eminem - Not Afraid (Regista: Rich Lee)
  - Jay-Z e Alicia Keys - Empire State of Mind (Regista: Hype Williams)
  - Pink - Funhouse (Regista: Dave Meyers)
- 2011
  - Beastie Boys - Make Some Noise (Regista: Adam Yauch)
  - Katy Perry (featuring Kanye West) - E.T. (Regista: Floria Sigismondi)
  - Thirty Seconds to Mars - Hurricane (Regista: Bartholomew Cubbins)
  - Eminem (con Rihanna) - Love the Way You Lie (Regista: Joseph Kahn)
  - Adele - Rolling in the Deep (Regista: Sam Brown)
- 2012
  - M.I.A. - Bad Girls (Regista: Romain Gavras)
  - Coldplay (con Rihanna) - Princess of China (Regista: Adria Petty)
  - Duck Sauce - Big Bad Wolf (Regista: Keith Schofield)
  - Jay-Z & Kanye West (con Otis Redding) - Otis (Regista: Spike Jonze)
  - Frank Ocean - Swim Good (Regista: Nabil Elderkin)
- 2013
  - Justin Timberlake (con Jay-Z) - Suit & Tie (Regista: David Fincher)
  - Macklemore & Ryan Lewis (con Ray Dalton) - Can't Hold Us (Registi: Ryan Lewis, Jason Koenig e Jon Jon Augustavo)
  - Fun. - Carry On (Regista: Anthony Mandler)
  - Yeah Yeah Yeahs - Sacrilege (Regista: Megaforce)
  - Drake - Started from the Bottom (Registi: Director X e Drake)
- 2014[1]
  - DJ Snake e Lil Jon - Turn Down for What (Regista: DANIELS)
  - Eminem (featuring Rihanna) - The Monster (Regista: Rich Lee)
  - Beyoncé - Pretty Hurts (Regista: Melina Matsoukas)
  - Miley Cyrus - Wrecking Ball (Regista: Terry Richardson)
  - OK Go - The Writing's on the Wall (Registi: Damian Kulash, Aaron Duffy e Bob Partington)
- 2015[2]
  - Kendrick Lamar - Alright (Registi: Colin Tilley e the Little Homies)
  - Taylor Swift (featuring Kendrick Lamar) - Bad Blood (Regista: Joseph Kahn)
  - Childish Gambino - Sober (Regista: Hiro Murai)
  - Hozier - Take Me to Church (Registi: Brendan Canty e Conal Thomson)
  - Mark Ronson (featuring Bruno Mars) - Uptown Funk (Registi: Bruno Mars e Cameron Duddy)
- 2016[3]
  - Beyoncé - Formation (Regista: Melina Matsoukas)
  - Adele - Hello (Regista: Xavier Dolan)
  - David Bowie - Lazarus (Regista: Johan Renck)
  - Coldplay - Up&Up (Regista: Vania Heymann e Gal Muggia)
  - Tame Impala - The Less I Know the Better (Regista: Canada)
- 2017[4]
  - Kendrick Lamar - Humble (Regista: Dave Meyers e The Little Homies)
  - Katy Perry (featuring Skip Marley) - Chained to the Rhythm (Regista: Mathew Cullen)
  - Bruno Mars - 24K Magic (Regista: Cameron Duddy e Bruno Mars)
  - Alessia Cara - Scars to Your Beautiful (Regista: Aaron A)
  - The Weeknd - Reminder (Regista: Glenn Michael)
- 2018[5]
  - Childish Gambino - This Is America (Regista: Hiro Murai)
  - The Carters - Apeshit (Regista: Ricky Saix)
  - Drake - God's Plan (Regista: Karena Evans)
  - Shawn Mendes - In My Blood (Regista: Jay Martin)
  - Ed Sheeran - Perfect (Regista: Jason Koenig)
  - Justin Timberlake (featuring Chris Stapleton) - Say Something (Regista: Arturo Perez Jr.)
- 2019[6][7]
  - Lil Nas X (featuring Billy Ray Cyrus) - Old Town Road (Remix) (Regista: Calmatic)
  - Billie Eilish - Bad Guy (Regista: Dave Meyers)
  - FKA twigs - Cellophane (Regista: Andrew Thomas Huang)
  - Ariana Grande - Thank U, Next (Regista: Hannah Lux Davis)
  - LSD - No New Friends (Regista: Dano Cerny)
  - Taylor Swift - You Need to Calm Down (Regista: Taylor Swift e Drew Kirsch)

### Anni 2020
- 2020[8]
  - Taylor Swift - The Man (Regista: Taylor Swift)
  - Billie Eilish - Xanny (Regista: Billie Eilish)
  - Doja Cat - Say So (Regista: Hannah Lux Davis)
  - Dua Lipa - Don't Start Now (Regista: Nabil)
  - Harry Styles - Adore You (Regista: Dave Meyers)
  - The Weeknd - Blinding Lights (Regista: Anton Tammi)
- 2021[9]
  - Lil Nas X - Montero (Call Me by Your Name) (Regista: Lil Nas X e Tanja Muïn'o)
  - Billie Eilish - Your Power (Regista: Billie Eilish)
  - DJ Khaled (featuring Drake) - Popstar (Regista: Director X)
  - Taylor Swift - Willow (Regista: Taylor Swift)
  - Travis Scott (featuring Young Thug e M.I.A.) - Franchise (Regista: Travis Scott)
  - Tyler, the Creator - Lumberjack (Regista: Wolf Haley)
- 2022[10]
  - Taylor Swift – All Too Well (10 Minute Version) (Taylor's Version) (Regista: Taylor Swift)
  - Baby Keem e Kendrick Lamar – Family Ties (Regista: Dave Free)
  - Billie Eilish – Happier than Ever (Regista: Billie Eilish)
  - Ed Sheeran – Shivers (Regista: Dave Meyers)
  - Harry Styles – As It Was (Regista: Tanja Muïn'o)
  - Lil Nas X e Jack Harlow – Industry Baby
- 2023[11]
  - Taylor Swift – Anti-Hero (Regista: Taylor Swift)
  - Doja Cat – Attention (Regista: Tanja Muïn'o)
  - Drake – Falling Back (Regista: Julien Christian Lutz)
  - Kendrick Lamar – Count Me Out (Regista: Dave Free e Kendrick Lamar)
  - Megan Thee Stallion – Her (Regista: Colin Tilley)
  - Sam Smith e Kim Petras – Unholy (Regista: Floria Sigismondi)
  - SZA – Kill Bill (Regista: Christian Breslauer)
- 2024[12][13]
  - Taylor Swift (featuring Post Malone) – Fortnight (Regista: Taylor Swift)
  - Ariana Grande – We Can't Be Friends (Wait for Your Love) (Regista: Christian Breslauer)
  - Bleachers – Tiny Moves (Regista: Alex Lockett e Margaret Qualley)
  - Eminem – Houdini (Regista: Rich Lee)
  - Megan Thee Stallion – Boa (Regista: Daniel Iglesias Jr.)
  - Sabrina Carpenter – Please Please Please (Regista: Bardia Zeinali)